# Probezzia bottimeri
Probezzia bottimeri är en tvåvingeart som beskrevs av Wirth 1971. Probezzia bottimeri ingår i släktet Probezzia och familjen svidknott.
Artens utbredningsområde är Texas. Inga underarter finns listade i Catalogue of Life.